# William Lyall
Pour les articles homonymes, voir Lyall.
William Lyall (Édimbourg, 1848 - États-Unis ?, 1931) est un joueur international écossais de rugby.
Il fait partie de l'équipe d'Écosse de rugby qui affronte l'Angleterre dans ce qui constitue le tout premier match international de rugby de l'histoire, en 1871.

## Biographie

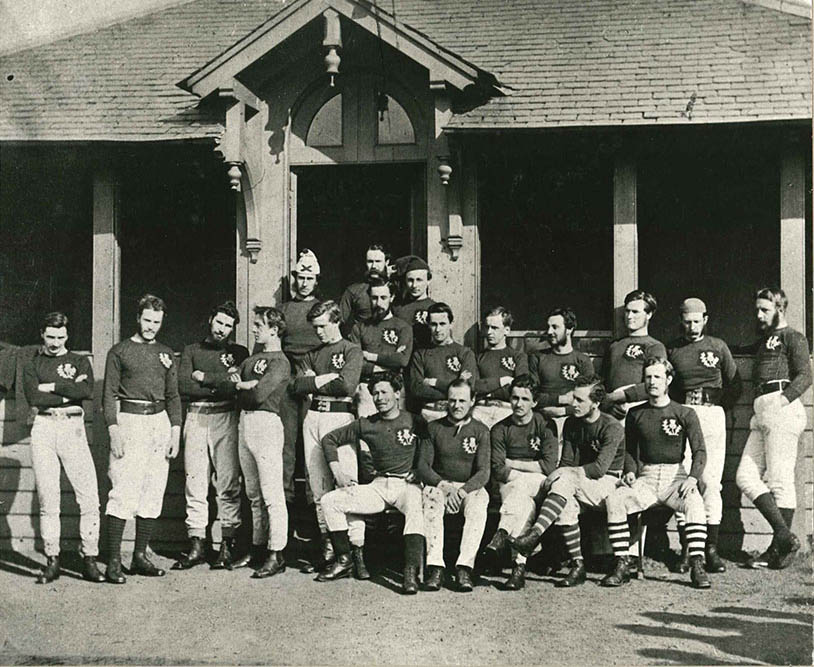
La première équipe nationale de rugby d'Écosse, lors du match de mars 1871 contre l'Angleterre à Édimbourg.

William John Campbell Lyall naît le 27 janvier 1848 à St Cuthbert's (Édimbourg), en Écosse.
Lyall évolue comme forward (avant) au sein du Edinburgh Academical FC.
En 1871, il est sélectionné pour l'équipe nationale écossaise lors du tout premier match international de rugby de l'histoire, contre l'Angleterre,. L'Écosse l'emporte 1 à 0 en inscrivant 2 essais et 1 transformation contre 1 essai non transformé pour l'Angleterre (seules les transformations rapportaient des points à l'époque),,. C'est le seul match international de Lyall.
William Lyall meurt le 22 avril 1931, probablement aux États-Unis.